# Heterocloeon berneri
Heterocloeon berneri är en dagsländeart som först beskrevs av Müller-liebenau 1974.  Heterocloeon berneri ingår i släktet Heterocloeon och familjen ådagsländor. Inga underarter finns listade i Catalogue of Life.